# Súper Luchas
Súper Luchas es una revista mexicana especializada en lucha libre mexicana que también cubre otras formas de lucha libre profesional. La publicación comenzó en 1991 como una revista impresa, y más tarde se convirtió en la revista de lucha libre profesional más grande del mundo y se mantuvo como una de las pocas revistas de lucha libre profesional que sobrevivieron a la década de 2000, aunque ahora la publicación opera principalmente como un sitio web en línea bajo el dominio Superluchas.com. El sitio web es el sitio número uno de lucha profesional en idioma español en el mundo.

## Historia
La revista Súper Luchas es actualmente una de las publicaciones sobre lucha libre mexicana de mayor renombre debido a que tiene una cobertura de noticias a nivel mundial. La revista ha atravesado por dos épocas de publicación.

### Primera época

#### Leopoldo Meraz (1991-1995)
En su primera época, Súper Luchas fue fundada por Albert Rosch Jussen, un inmigrante alemán dedicado al negocio de la impresión. Rosch consiguió los auspicios de la empresa Apolo Editorial, dedicada a la maquila de folletos publicitarios para supermercados. Rosch antes había sido director de la producción de una revista llamada Espectacular, el mundo de la lucha libre, que circuló en México de 1986 a 1989. No existen datos sobre la desaparición de esa revista.
Apolo Editorial llamó, a petición de Rosch, al mismo equipo encargado de Espectacular, encabezado por Leopoldo Meraz, conocido periodista de espectáculos, que en ese entonces escribía columnas para la revista TVyNovelas y el diario Ovaciones.
Aunque Meraz había sido director editorial de revistas como Box y Lucha en los años setenta, tenía mucho tiempo sin dedicarse de lleno al periodismo deportivo, así que el enfoque dado a Súper Luchas fue el de una revista de espectáculos. Incluso en el equipo había colaboradores salidos de ese medio, como los periodistas Juan Cervera, Edmundo Pérez y el representante de artistas Guillermo Mañón, quien trabajó como fotógrafo.
El estilo de Meraz provocó que Súper Luchas se posicionara en el primer lugar de ventas en un mercado saturado. Una clave del éxito fue la aparición de un álbum de estampas que daba derecho a participar en un sorteo por un automóvil Cadillac.
Leopoldo Meraz permaneció al frente de la revista hasta que una disputa laboral lo hizo renunciar en 1994. Con él, además de Cervera, se fueron los más experimentados colaboradores, como Fernando Gómez Arias, Héctor Fernández Yépez, Antonio "Ratón S." Cuéllar y el fotógrafo Arturo Ortega, conocido por su trabajo en las funciones de lucha libre de la época dorada, en especial cuando El Santo derrotó a Black Shadow en la Arena Coliseo de la Ciudad de México, en una lucha donde ambos apostaban las máscaras.
La salida de Meraz provocó que varios colaboradores quisieran quedarse con el puesto de director editorial, entre ellos, Guillermo Mañón y María Teresa Medina. Finalmente, Rosh decidió dejar al mando a César Racine, otro periodista de espectáculos. El cambio en estilo y diseño hicieron que Súper Luchas experimentara una crisis en ventas. A las pocas semanas, Racine fue destituido y la revista dejó de publicarse.

#### Antonio Peña y Guillermo Mañón (1995-1999)
A la salida de Racine, se hizo imperativa una reestructuración de la revista. Una vez más se crearon facciones buscando el control. En una estaba Mañón secundado por su protegido Julio César Rivera. En otra, Medina y el cuerpo de fotógrafos. Finalmente, la empresa Triple A envió una propuesta mediante la cual, la revista recibiría todo el apoyo publicitario a cambio de que Antonio Peña fuera nombrado director general. Rosch y sus socios aceptaron la propuesta, y ante las críticas de Medina ante esa decisión, decidieron darle el puesto de coordinador de la dirección a Mañón.
En una época en que la empresa Triple A era blanco de críticas de aficionados tradicionalistas, el ver a Peña como director hizo que muchos le dieran la espalda a la revista, que atravesó otra crisis. El Consejo Mundial de Lucha Libre emitió un veto contra la publicación y prohibió a sus luchadores el darles entrevistas.
Mañón decidió traer de vuelta a Fernando Gómez Arias a fin de darle credibilidad a la revista, pero sus ventas no prosperaban.
En una junta, Mañón convenció a Rosch que la culpa de la crisis era Antonio Peña, así que finalmente se cortaron lazos con él, quedando Mañón como director general y Rivera como coordinador.
Para fines de la década de 1990, la publicación, junto con Box y Lucha, eran las dos únicas revistas de lucha libre que quedaban en publicación desde México. Ninguno de los dos se basó en los anuncios para sus ingresos y sobrevivían principalmente del dinero hecho de la circulación. Súper Luchas generalmente contenía menos texto que Box y Lucha y mostraba más fotografías que entrevistas o artículos de opinión. Las ventas siguieron bajas hasta 1998, cuando el interés por la lucha libre en todo el mundo fue renovado, especialmente por la expectación causada por la aparición de Mike Tyson en el evento WrestleMania XIV de WWE.
La revista consiguió recuperar ventas cuando ingresaron a la revista dos colaboradores más: Ernesto Ocampo y Humberto "El Testigo" Alcaraz. Ambos trabajaban anteriormente para la revista Box y Lucha, y sus textos lograron establecer un nivel que Súper Luchas no había tenido desde la remoción de Meraz. A fines de la década de 1990, la revista empleó tanto a reporteros independientes pagados por página como a escritores de personal que cobraban un salario cada mes.

#### Desaparición
A pesar del éxito que estaba teniendo Súper Luchas, en los primeros meses de 1999, se anunció que la empresa Apolo Editorial sería vendida. Los nuevos dueños no estaban interesados en editar revistas, solo publicidad, así que decidieron desaparecerla tras más de 400 números publicados.
Mañón buscó inversionistas para iniciar una nueva revista, pero no tuvo éxito. La única opción que tuvo fue aceptar una propuesta en la que sería solo empleado, y con el apoyo económico de Daniel Leal (hijo del luchador estrella de cine Tinieblas) y de Emiliano Cruz Martínez nació Luchas 2000, donde se reunió gran parte del equipo de Súper Luchas. Después de dos años como director general, Mañón fue despedido, quedando en su lugar Julio César Rivera. A los pocos meses, Ernesto Ocampo decide revivir Súper Luchas, y renuncia a Luchas 2000, contratando a Mañón como figura pública, aunque sin poder real.

### Segunda época

#### Ernesto Ocampo (2003-actual)
Editada en un principio en sociedad con Albert Rosch, la nueva Súper Luchas tuvo una aproximación mayor al concepto de Meraz, aunque sin tanto énfasis en la parte del espectáculo. Ernesto Ocampo trajo de vuelta a Fernando Gómez Arias y a Antonio Cuéllar, y buscó una cobertura más amplia. A partir de 2004, Rosch dejó de pertenecer a su equipo.
Teniendo como coordinador de edición a Manuel Flores, quien fungía como corresponsal de la revista japonesa de deportes de contacto Weekly Gong, con la que estableció una alianza de intercambio de información.
En Estados Unidos, Ocampo contactó a varios colaboradores, destacando Jimmy Suzuki, George Napolitano y Shun Yamaguchi, fotógrafoss oficiales de WWE; además de George Tahinos, quien es reconocido por su trabajo como fotógrafo de la empresa ECW desde 1992.
La revista estuvo disponible para los suscriptores de los Estados Unidos en 2009. La revista dejó de publicarse en formato impreso el 1 de diciembre de 2014, con la edición #537.

## Críticas
Cuando Leopoldo Meraz dirigió Espectacular, el mundo de la lucha libre, y posteriormente la primera época de Súper Luchas, fue común que publicaran en portadas o en pósteres fotos oportunas cuando los luchadores se quedaban sin máscara en medio de una lucha. Incluso alentaba a su fotógrafo estrella, Guillermo Mañón para que consiguiera ese tipo de gráficas, razón por la que varios luchadores de la empresa Lucha Libre Internacional que organizaba carteleras en El Toreo de Cuatro Caminos amagaron a Mañón e intentaron golpearlo, a manera de amenaza para que dejara de tomar esas fotografías. Algunas de las fotografías célebres de ese periodo son de luchadores como Villano III, Villano I, El Canek y Ultramán, quien apareció sin máscara en un póster en formato de tabloide.
En el mes de julio de 2020, Superluchas.com y el ex comentarista de WWE, Hugo Savinovich, tuvieron una polémica debido a que el sitio web publicó una nota de análisis y opinión, desmintiendo la versión dada por el ex comentarista de WWE de un supuesto secuestro de las Superestrellas de WWE en Arabia Saudita, en noviembre de 2019, misma que generó una importante y millonaria demanda en una corte de New York. El ex comentarista afirmó sentirse "profundamente ofendido" por las declaraciones que el sitio web mencionó sobre él, pero no refutó el análisis de la situación realizado por el sitio web ni tampoco reveló más información acerca de sus supuestas fuentes.
WWE se enojó bastante con su excomentarista, y a través de su abogado, Jerry McDevitt, declaró en exclusiva para Superluchas.com que Hugo Savinovich ejercía un "mal periodismo". Así mismo, calificó de mentiroso el reporte dado por Savinovich y lo acusó de hacer clickbait con su contenido.

Recientemente, múltiples usuarios de la web han mencionado que existe falta de objetividad en los artículos publicados, ya que la mayoría de ellos tienen una tendencia marcada para favorecer a la empresa AEW sobre el resto de promociones de lucha libre. Aunque otras críticas señalan que la revista ha seguido por años una tendencia wwecentrista (es decir, que todos los artículos tratan sobre WWE). Por su parte, el editor en jefe Ernesto Ocampo no ha desmentido esto, sin embargo menciona que, más que un medio serio, son una web de opinión.

## Versión web
Super Luchas fue lanzada en versión web como Superluchas.net en octubre de 2007, logrando en un año convertirse en el sitio enfocado a lucha libre más visitado en Hispanoamérica. En un principio cubría noticias rápidas, pero al dejar de publicarse la versión impresa de Súper Luchas, el contenido se volvió más extenso, con artículos y reportajes. Es conocida popularmente como ''la página de los conocedores''.
En 2015, el portal web cambió su dominio a Superluchas.com. El sitio tiene un diseño responsivo que permite la adaptación a dispositivos móviles de forma que se adapte al tamaño de la pantalla sin afectar la experiencia del lector.

## Proyectos derivados
Durante 2019 debido a una revuelta con los usuarios de la página Ernesto Ocampo decidió iniciar el proyecto "Arena Superluchas" para mantenerlos bajo control, sin embargo no tuvo el éxito esperado y en su lugar los usuarios crearon su propio blog "Hombres Ley Wrestling" dónde analistas en lucha libre redactan notas informativas sobre Wrestling.